# 同步辐射

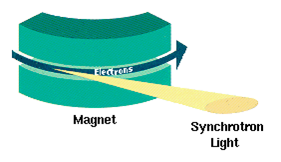
来自弯曲磁体的同步光

来自波荡器的同步辐射

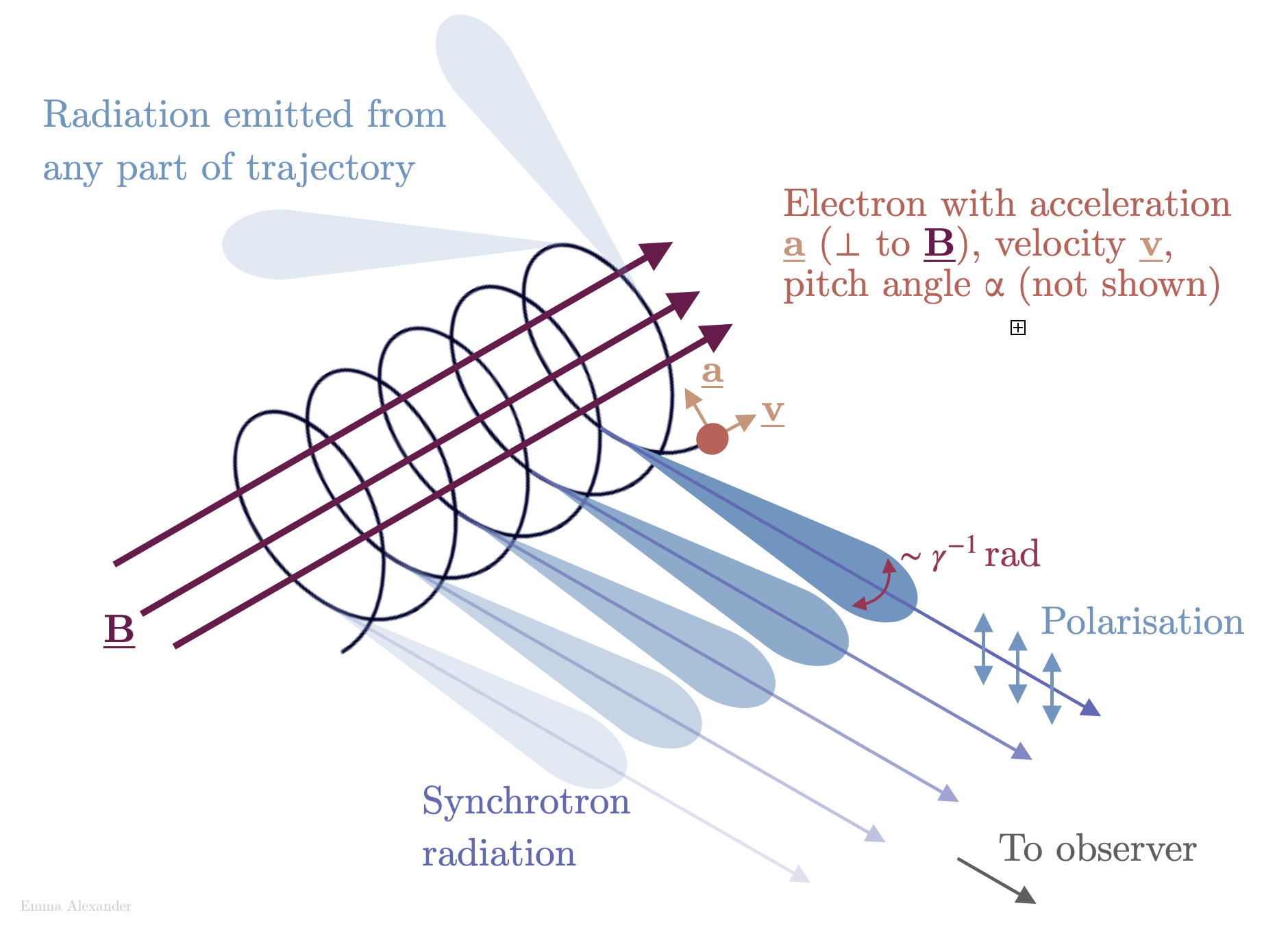
宇宙物体以极高速度旋转时产生的同步辐射

同步辐射（英語：synchrotron radiation），又称同步加速器辐射，或同步光，是带电粒子的運動速度接近光速（v≈c）在电磁场中偏转时，沿運動的切線方向发出的一种电磁辐射，最先在电子同步加速器上发现，故得此名。它与回旋辐射（由回旋加速器产生的辐射）类似，区别是同步辐射中的电子速度更高，已接近光速，要考虑相对论效应。:290ff
由于重子的静止质量比电子大三个數量级以上，即使在TeV级的质子同步加速器中，因同步辐射造成的能量损失依然是不重要的。而对MeV级的电子同步加速器，同步辐射已十分显著。同步辐射使粒子在横向和纵向的振荡阻尼，并与量子起伏达到平衡态。这也是为什么电子同步加速器中束流易于稳定和束流发射度较小且不依赖于入射束性能的原因。
由于同步辐射造成的能量损失是阻碍电子同步加速器能量提高的主要因素。同时又发现它具有宽阔的连续光谱、高度的准直性和偏振性等特点，加上高功率和高亮度，使电子储存环成为一种性能优异的新型强光源而得到广泛应用。同步辐射又是天体物理中的一种重要辐射机制。

## 同步辐射的功率
同步辐射的总功率可以表示成：
{\displaystyle P={\frac {2}{3}}{\frac {e^{2}c}{\rho ^{2}}}\beta ^{4}({\frac {E}{mc^{2}}})^{4}}
其中，ρ是粒子运动的轨道半径，运动速率{\displaystyle \beta =v/c}。上式表明，对于给定轨道半径和速率的粒子，其同步辐射的功率与粒子能量的四次方成正比，與質量的四次方成反比。
在给定磁场的情况下，同步辐射的总功率可以表示成：
{\displaystyle P={\frac {2}{3}}r_{0}^{2}c\gamma ^{2}\beta ^{2}B^{2}\sin ^{2}\alpha =1.6\times 10^{-15}\gamma ^{2}\beta ^{2}B^{2}\sin ^{2}\alpha \quad (\mathrm {erg/s} )}
上式采用高斯单位制，{\displaystyle \gamma =(1-\beta ^{2})^{-1/2}}，{\displaystyle r_{0}=e^{2}/m_{0}c^{2}}是电子经典半径，α是电子速率与磁场的夹角。可见，对于相对论性电子，β≈1，同步辐射的功率与电子能量γ的平方成正比。对于具有各向同性速度分布的电子，平均辐射功率：
{\displaystyle {\bar {P}}={\frac {4}{9}}r_{0}^{2}c\gamma ^{2}\beta ^{2}B^{2}=1.1\times 10^{-15}\gamma ^{2}\beta ^{2}B^{2}\quad (\mathrm {erg/s} )}

## 同步辐射的谱分布
在圆轨道的情况下，同步辐射的谱分布与回旋辐射类似。

## 同步辐射的辐射寿命
电子由于同步辐射而损失能量。损失大部分能量的时间为同步辐射的辐射寿命：
{\displaystyle t=E/P\simeq {\frac {5\times 10^{8}}{\gamma \beta ^{2}B^{2}\sin ^{2}\alpha }}={\frac {8.7\times 10^{11}}{B^{3/2}\nu _{m}^{1/2}\sin ^{3/2}\alpha }}}